# 中津川市立高山小学校
中津川市立高山小学校（なかつがわしりつ たかやましょうがっこう）とは、かつて岐阜県中津川市にあった公立小学校。
2023年（令和5年）3月、福岡地区の小学校を統合し、〈新〉中津川市立福岡小学校の新設により廃校。

## 概要
- 校区は福岡地区の一部（大上、中上一、中上二、西組、知原、下組、木積沢、若山、宿地平）である[注釈 1][2]。

## 沿革
- 1873年（明治6年） - 高山村に開風義校が開校。
- 1881年（明治14年） - 高山小学校に改称する。
- 1886年（明治19年） - 高山簡易科小学校に改称する。
- 1889年（明治22年）7月1日 - 福岡村、高山村、田瀬村が合併し、福岡村が発足。
- 1897年（明治30年） - 高山尋常高等小学校に改称する。
- 1941年（昭和16年） - 高山国民学校に改称する。
- 1947年（昭和22年） - 福岡村立高山小学校に改称する。福岡中学校高山分校を併設。
- 1948年（昭和23年） - 福岡中学校高山分校が福岡村立高山中学校として分立。高山小学校は高山中学校との併設校となる。
- 1966年（昭和41年）4月1日 - 町制施行により福岡町となる。同時に、福岡町立高山小学校に改称する。
- 1979年（昭和59年） - 高山中学校が福岡中学校に統合され廃校。高山小学校の単独校となる。
- 2005年（平成17年）2月13日 - 中津川市が恵那郡坂下町、川上村、加子母村、付知町、福岡町、蛭川村、ならびに長野県木曽郡山口村を編入。同時に中津川市立高山小学校に改称する。
- 2023年（令和5年）
  - 3月18日 - 閉校式を行う。
  - 3月31日 - 閉校。